# Karpatský národní přírodní park
Karpatský národní přírodní park (ukrajinsky: Карпатський національний природний парк) je chráněné území v Ivanofrankivské oblasti na západní Ukrajině. Národní park byl založen 3. června 1980 k ochraně krajiny Karpat. Vedení parku sídlí ve městě Jaremče. Území představuje první národní park vyhlášený na Ukrajině a jeden z největších ve státě.

## Poloha
Park se rozkládá mezi Nadvirenským rajónem a Verchovynským rajónem na jihovýchodě Ivanofrankivské oblasti. Hraničí se Zakarpatskou oblastí. Jeho rozloha je 515,7 km2. Ekonomická činnost je zakázána v části o velikosti 383,4 km2.
Chráněné území se nachází v nejvyšší úrovni Ukrajinských Karpat na východních svazích povodí řek Prut a Černý Čeremoš. První z nich v parku pramení. Na jeho hranicích pak ční nejvyšší ukrajinská hora Hoverla o výšce 2 061 m n. m. Nejnižší místo naopak leží přibližně 500 m n. m.

## Historie
V roce 1921 nejvyšší část Ukrajinských Karpat o rozloze 4,47 km2 byla prohlášena přírodní rezervací. Roku 1968 došlo k jejímu začlenění do nově vzniklé Karpatské státní rezervace. Samostatný Karpatský národní přírodní park byl vyhlášen v roce 1980 dekretem Rady ministrů Ukrajinské sovětské socialistické republiky, a zahrnoval přibližně polovinu plochy, která do té doby patřila ke Karpatské státní rezervaci. Od roku 1992 náleží do projektu Člověk a příroda. Park je nezávislou jednotkou, podléhající řízení Ministerstva ekologie a přírodních zdrojů Ukrajiny.
Krajinu parku tvoří vysokohorské louky a lesy. Mezi tři nejhojněji zastoupené stromy patří bříza bělokorá, buk lesní a smrk. Z divoké fauny se v něm vyskytují také vlk, medvěd hnědý, rys ostrovid a zubr evropský. Na jeho území také leží kaskádový vodopád Huk, nejvyšší volně padající vodopád v Ukrajinských Karpatech o výšce 84 metrů, stejně jako dvě jezera ledovcového původu.
Oblast národního parku historicky obývalo huculské etnikum, které v ní zanechalo architektonické stopy včetně dřevěných staveb. Park je využíván také pro turistiku. K roku 2012 zde existovalo 48 hlavních turistických tras.

## Galerie

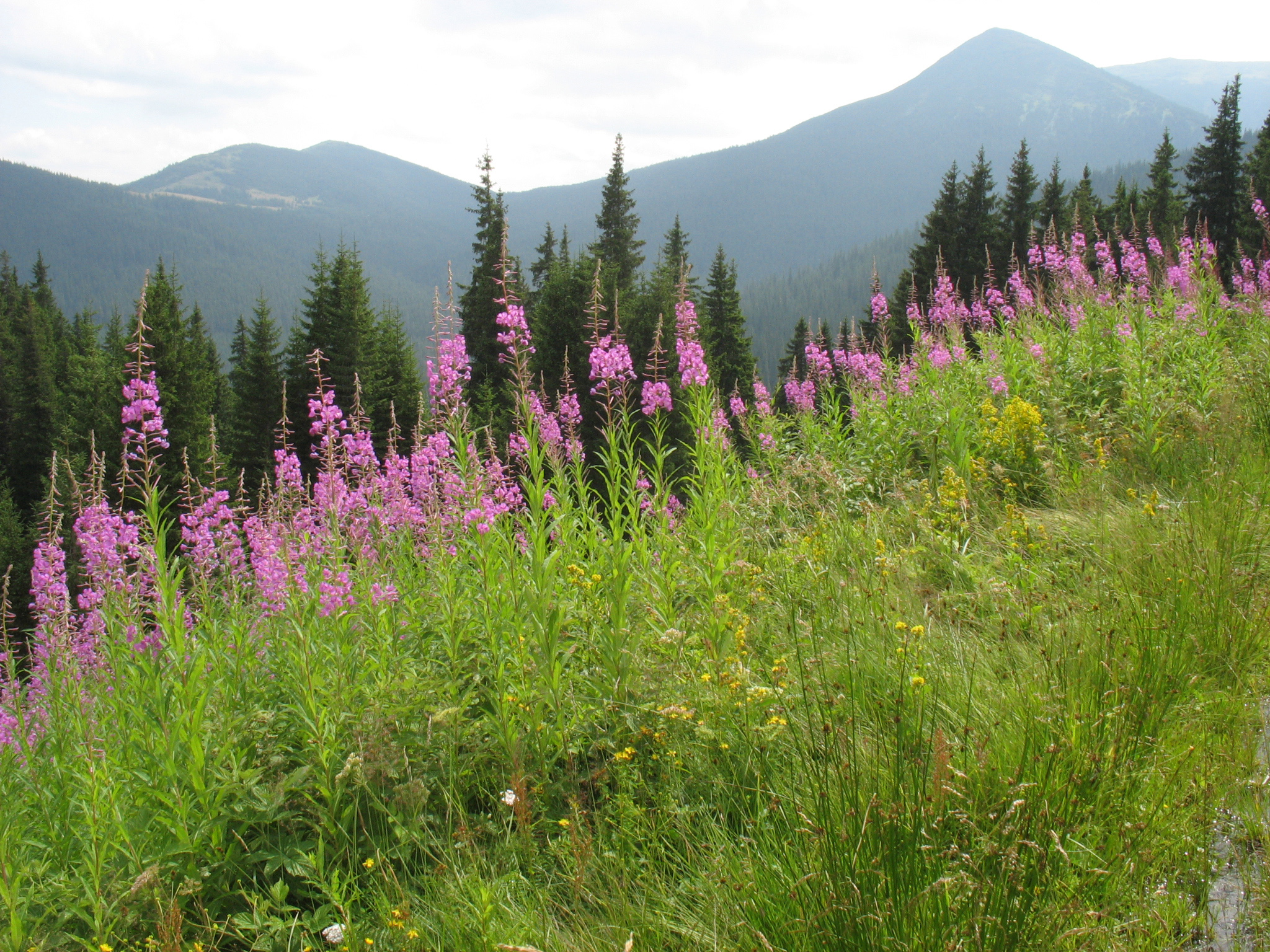
louka Maryševské poloniny
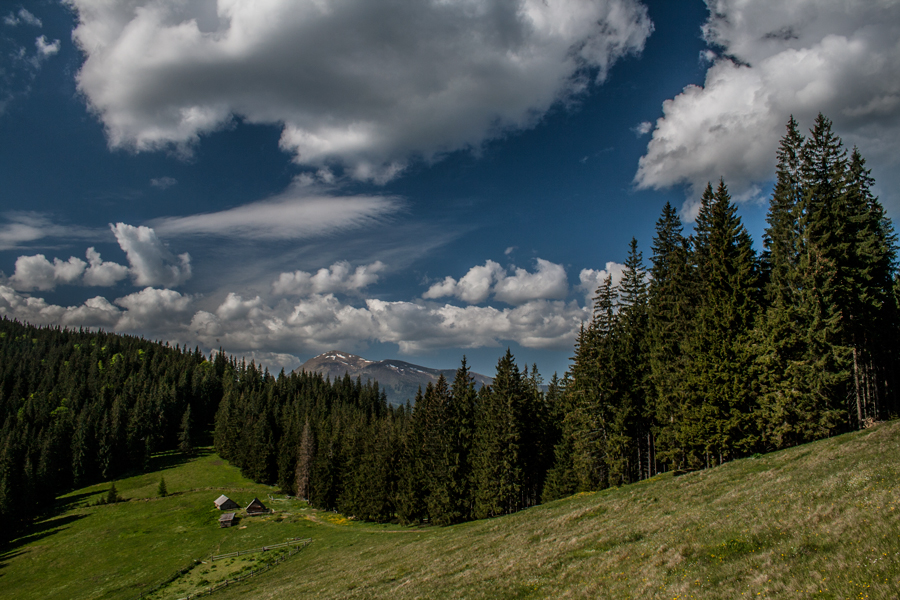
polonina Bukovynka
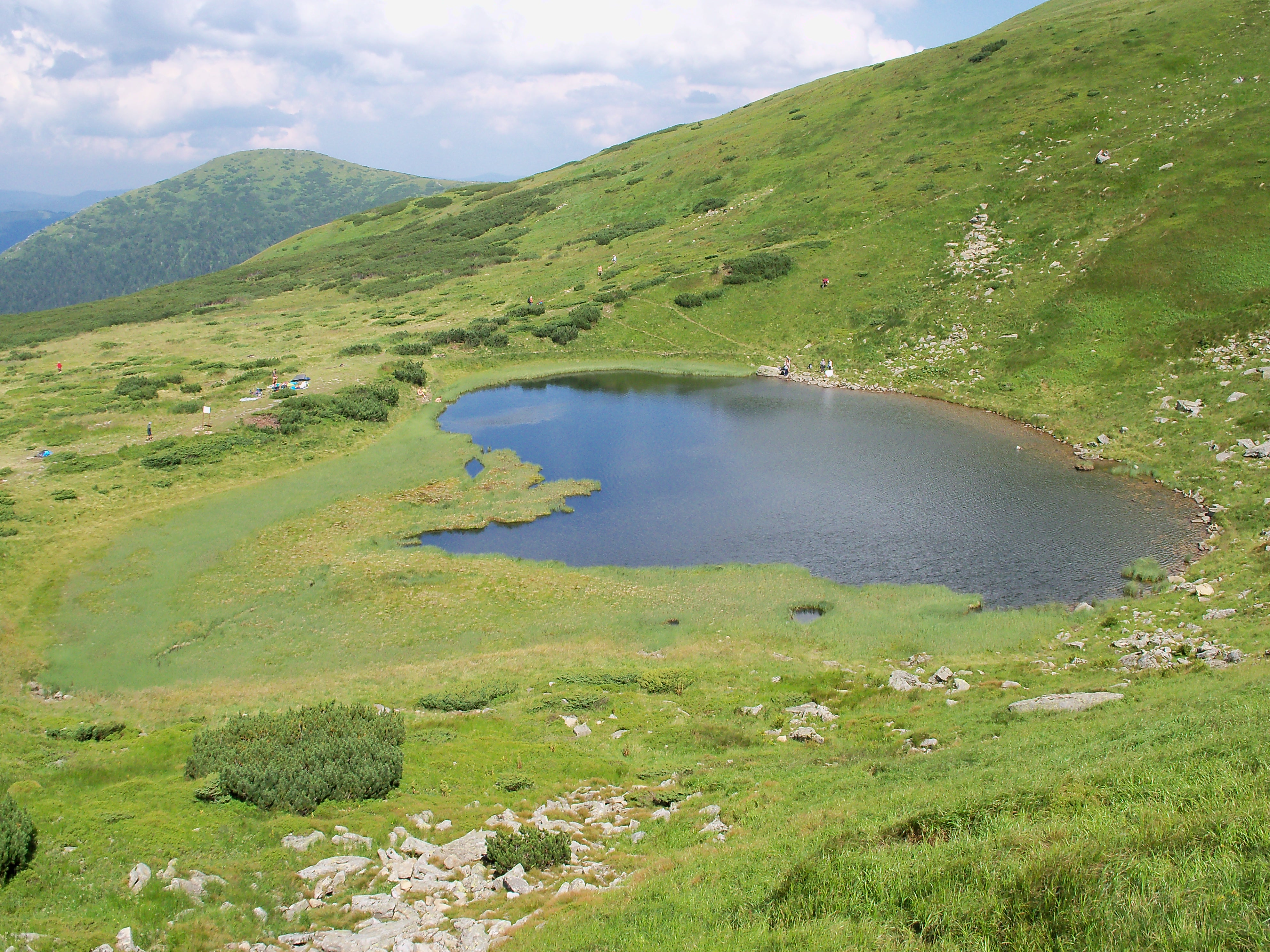
jezero Nesamovyte
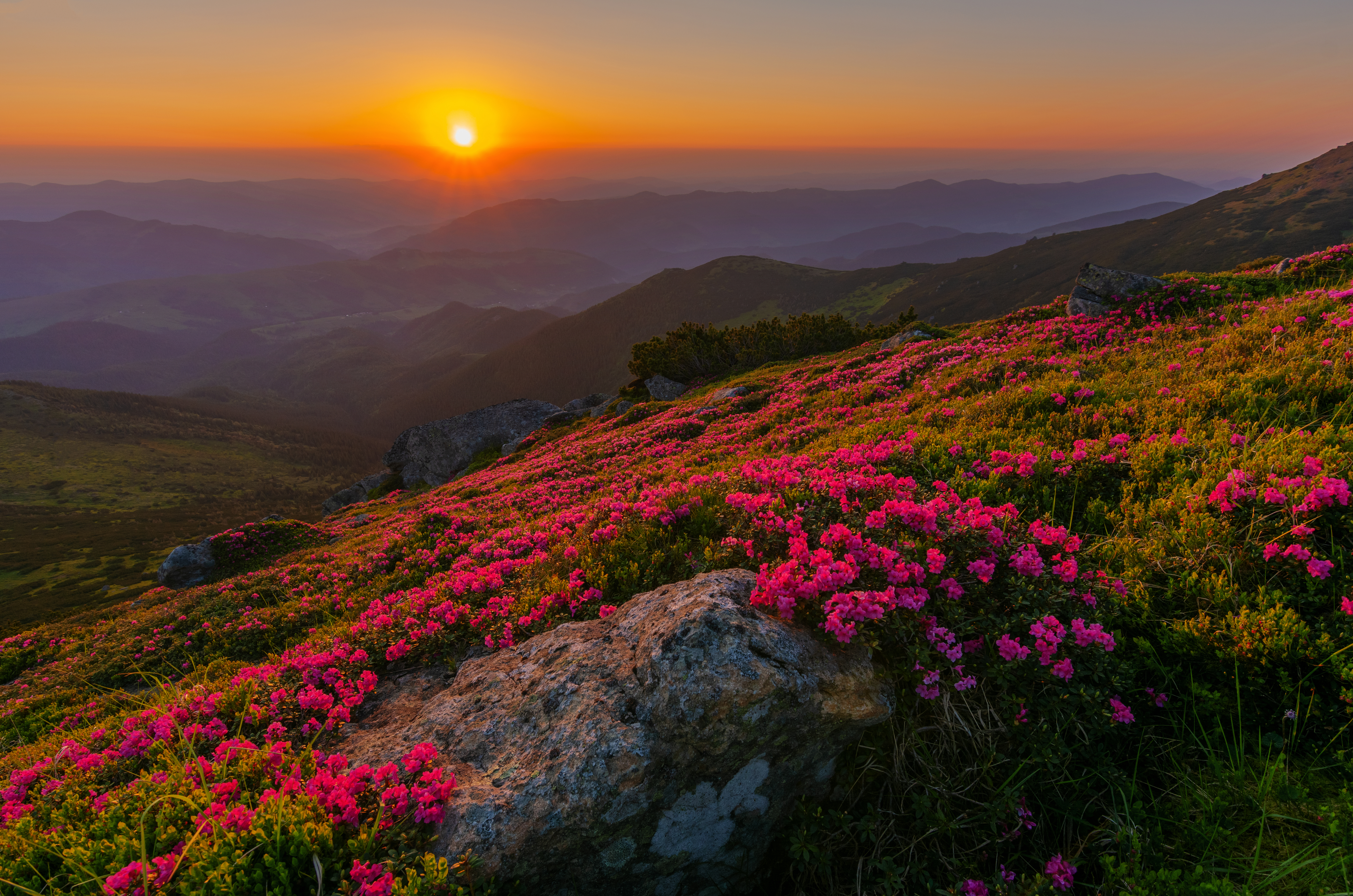
Východ slunce nad loukou rododendronů